# J. C. Jauch & Söhne
J. C. Jauch & Söhne war die im 19. Jahrhundert bedeutendste Holzgroß- und Holzhandlung Hamburgs.

Stammhaus in Lüneburg aus dem Jahr 1740 – vormals Haus Nr. 97 der Inneren Stadt, heute Große Bäckerstraße 12 (vorne links)

## Ursprung in Güstrow (1688)
1688 nahm Christian Jauch der Ältere (1638–1718) einen Handel in Güstrow auf, den er 1696 nach Lüneburg verlagerte.

## Aufbau in Lüneburg (1696–1752)
Seine Söhne Franz Jürgen Jauch und Christian Jauch der Jüngere († 1720) erlernten ab 1699 die Handlung in Hamburg. Christian Jauch der Jüngere wurde 1701 Bürger zu Lüneburg und erwarb 1710 das Patrizierhaus Nr. 97 der Inneren Stadt, das Stammhaus. Dessen Sohn Carl Daniel Jauch (1714–1795) setzte die zunächst unter Christian Jauch Erben fortgeführte Handlung seines Vaters in der Folge alleine fort. Während Lüneburg im 17. Jahrhundert den Glanz seiner Blütezeit zu bewahren vermochte, erfuhr die Stadt im 18. Jahrhundert einen zunehmenden wirtschaftlichen Niedergang. „Alles in Lüneburg war in Verfall, der Wohlstand nahm immer mehr ab.“ Die Bautätigkeit kam zum Erliegen, wodurch das historische Stadtbild erhalten blieb. Eine der Ausnahmen bildet der 1740 von dem Sohn Christian Jauchs des Jüngeren, dem Kaufmann Carl Daniel Jauch (1714–1795), anstelle des väterlichen Hauses errichtete Neubau. 1752 verlegte Carl Daniel Jauch sein Handelsgeschäft aus dem kaufmännisch uninteressant werdenden Lüneburg nach Hamburg.

## Blüte in Hamburg (1752–1888)

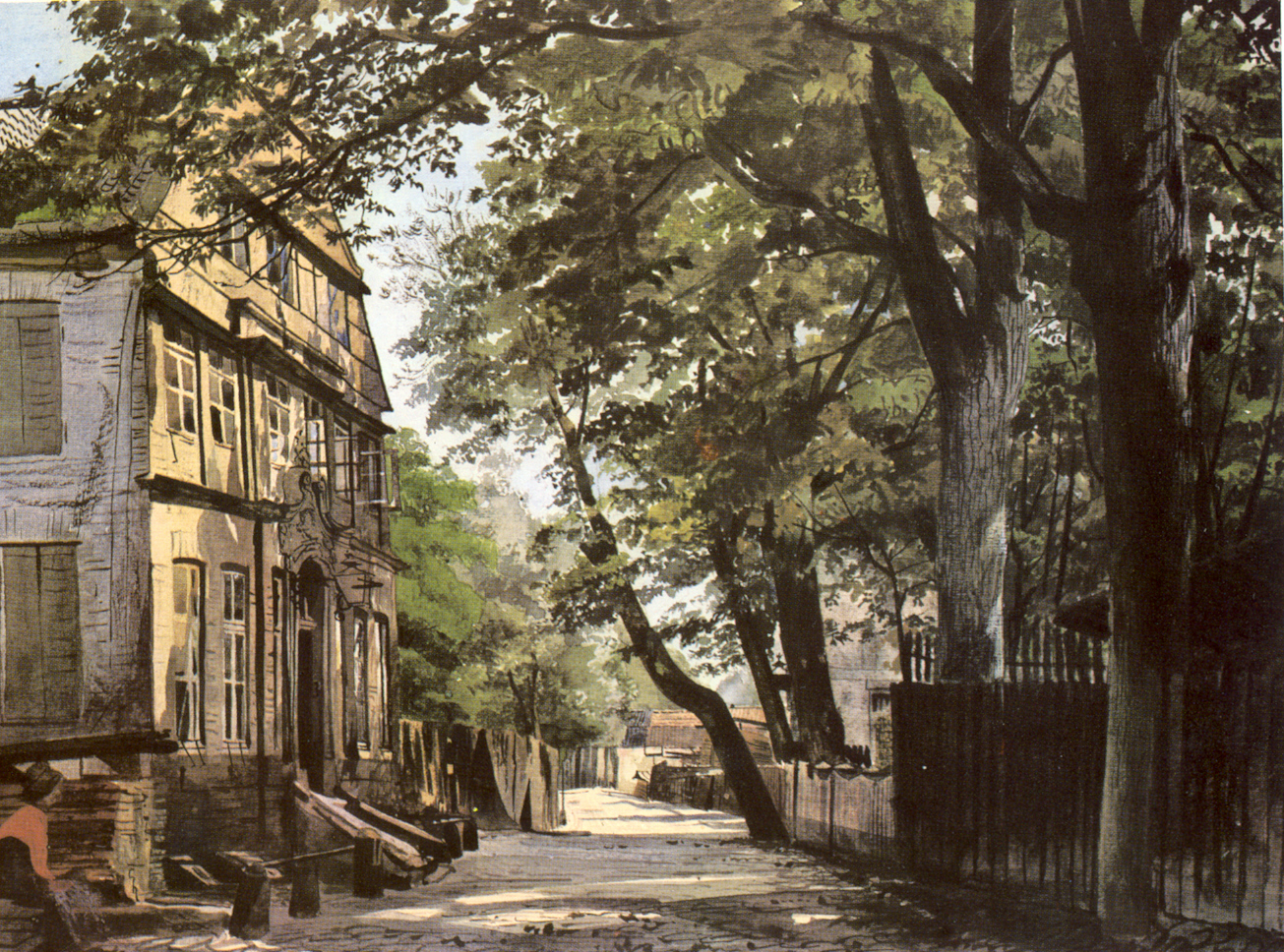
Hamburg, Stadtdeich 9 – Kontor von J. C. Jauch & Söhne, zerstört 1943 in der Operation Gomorrha (Aquarell Ebba Tesdorpf um 1880)

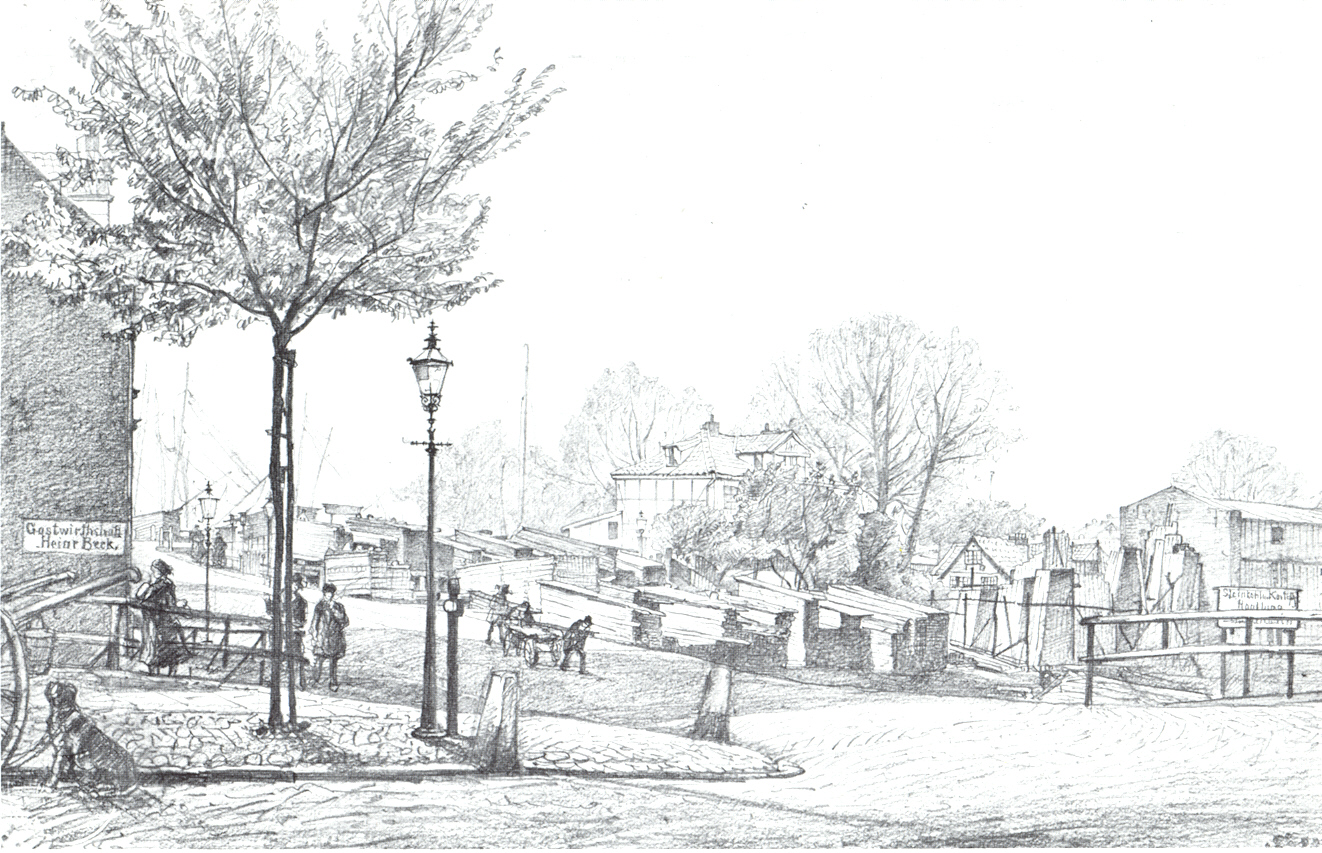
Holzlager zwischen Bankstraße und Stadtdeich (Bleistiftzeichnung von Ebba Tesdorpf 1884)

Carl Daniel Jauch nahm seinen Großneffen Johann Christian Jauch senior (1765–1855) in sein Geschäft auf, der es nach dem Tod Carl Daniel Jauchs fortsetzte. Johann Christian Jauch senior erwarb 1799 das Bürgerrecht der Freien Reichs- und Hansestadt Hamburg und nachfolgend das im Mannesstamm erbliche Großbürgerrecht.
Zur Durchsetzung der Kontinentalsperre, einer Wirtschaftsblockade über die britischen Inseln, ließ Napoléon I. die Freie und Hansestadt Hamburg während des Vierten Koalitionskrieges am 19. November 1806 besetzen. Die Besatzer verboten den Handel mit Großbritannien und beschlagnahmten alle englischen Waren in der Stadt. Weil England zu dieser Zeit nach Frankreich der zweitwichtigste Wirtschaftspartner Hamburgs war, kam es in der Folge zu einer Vielzahl von Bankrotten Hamburger Handelsfirmen. Die Jauchsche Holzhandlung war hiervon nicht unmittelbar betroffen, da ihr Holzhandel sich an Land über Polen bis nach Russland erstreckte.
Nachdem Napoleon befohlen hatte, alle Inseln mit Redouten zu besetzen und Brücken über die kleinen Arme zu legen, beschlagnahmte jedoch Davout 1814 die gesamten Holzvorräte für die Baumaßnahmen. „Der unermeßliche Holzvorrath, den eine solche Baute erforderte, war ganz in der Nähe: der Holzhafen am Stadtdeich, welcher Balken und Bretter zu mehreren Millionen an Werth umschloß“.
Für die 1822 beschlossene Wiedererrichtung des Turms der Hauptkirche St. Jacobi in Hamburg, die 1830 abgeschlossen wurde, gehörte Johann Christian Jauch zu den Holzlieferanten.
1841 nahm Johann Christian Jauch senior seine drei Söhne in das Geschäft auf, das seitdem als J. C. Jauch & Söhne firmierte - Johann Christian junior (1802–1880), Heinrich Moritz (1804–1876) und Carl Daniel (1806–1866). Durch den Zukauf zahlreicher Grundstücke erstreckte sich das Areal von J. C. Jauch & Söhne schließlich vom Stadtdeich bis zur Bank- und zur Schleusenstraße, so dass „achter Jauch sin Plank“ eine gebräuchliche Ortsbezeichnung wurde.
Die fortwährend steigenden Bevölkerungszahlen in Hamburg und der Schiffbau sorgten für Rohstoffmangel, so dass Holz aus immer weiter entfernten Gebieten herangebracht wurde. J. C. Jauch & Söhne kauften ihr Holz in Polen und in Russland ein. Der Transport erfolgte durch Flößerei auf der Elbe. Dabei war der Bedarf an Brennholz im 18. und 19. Jahrhundert zunächst größer als der an Bauholz. Einen weiteren Höhepunkt erlebte der Holzhandel in der zweiten Hälfte des 19. Jahrhunderts, als im Zuge der Industrialisierung Holz zur Energiegewinnung und zu Bauzwecken benötigt wurde.
Besondere Bedeutung erlangte der Hamburger Brand von 1842. Ebenso wie für das Hamburger Umland hatte der Brand für den Holzhandel vor allem wirtschaftliche Effekte. Die Ziegeleien in den Marschgebieten beispielsweise an Elbe und Oste florierten in der Folgezeit wegen des großen Baustoffbedarfs ebenso wie der Jauchsche Holzhandel. Zudem waren die Jauchschen Liegenschaften am Stadtdeich und an der Alster vom Feuer nicht betroffen. Johann Christian Jauch junior konnte alsbald mit seinem Sohn Carl (1828–1888) das Gut Wellingsbüttel erwerben. Nach dem Tod von Johann Christian Jauch senior führten seine Söhne das Geschäft unter unveränderter Firma fort. 1867, nach dem Tod von Carl Daniel Jauch, nahmen Moritz und Johann Christian Jauch junior Carl Jauch (1828–1888), der zuvor eine eigene Holzhandlung auf dem Grasbrook betrieben hatte, in die Firma auf. Nach dem Tod seines Vaters war Carl Jauch von 1880 bis 1888 Alleininhaber der Firma.
Die Witwe von Moritz Jauch, Auguste Jauch (1822–1902), entfaltete mit den geerbten Vermögenswerten eine reiche Stiftertätigkeit in Hamburg und in ihrer Vaterstadt Kiel.

## Liquidation (1888)
Nach dem Tod von Carl Jauch liquidierten seine Erben, die inzwischen die Firma Jauch Gebr. Import & Export betrieben, die Firma. Das alte Kontor am Stadtdeich 9 wurde von Auguste Jauch (1822–1902) und ihrem Sohn Hermann Jauch (1858–1916), Herr auf Schönhagen, zu einem Wohnstift für alte Männer umgewandelt. Es wurde 1943 in der Operation Gomorrha zerstört.

## Gesamtansicht des Hamburger Holzhafens

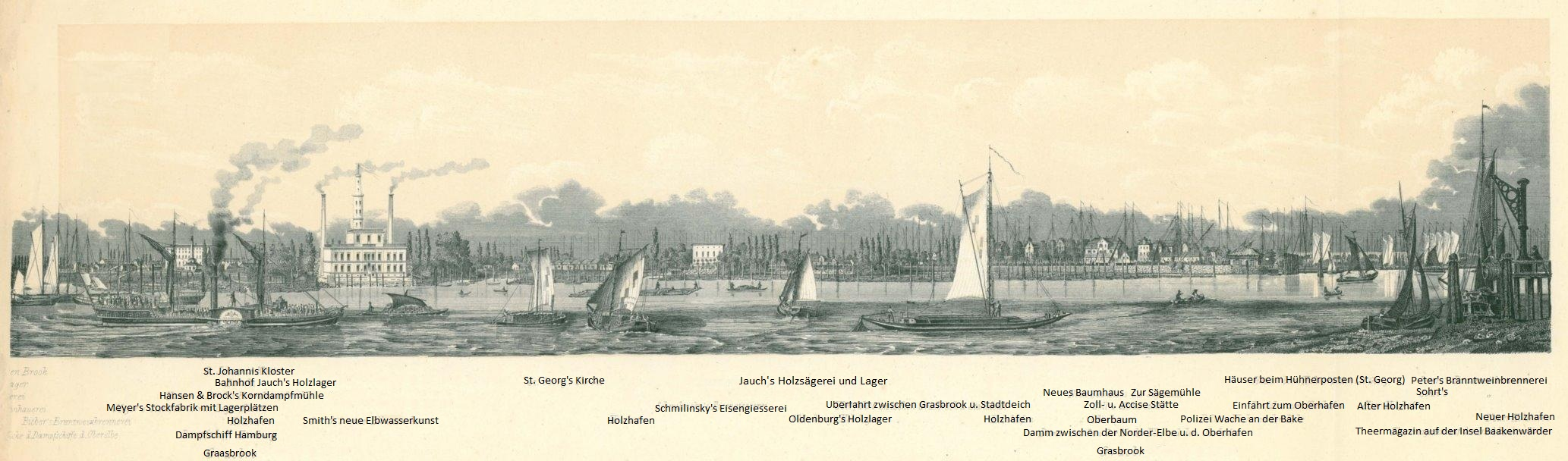
Der Holzhafen des Hamburger Hafens um 1850 vom Grasbrook aus gesehen mit Smith’s neuer Elbwasserkunst (vgl. Elbwasserkunst) (halblinks), Schmilinskys Eisengießerei (Mitte) sowie Holzlagern und Sägerei von J. C. Jauch & Söhne (links und Mitte). In der Bildmitte bringen Flößer frisches Holz auf der Elbe für J. C. Jauch & Söhne.

## Zitate
„Der Import von Bauholz in größerem Maßstabe liegt in Hamburg fast ausschließlich in den Händen von zwei Firmen, nämlich der Herren J. C. Jauch & Söhne und Klinckrath & Martens, von welchen die erstere namentlich von sehr großer Bedeutung in diesem Fache ist.“

## Inhaber
| Christian Jauch der Ältere 1688 Bürger und Hoflieferant zu Güstrow 1696 Händler zu Lüneburg 1703 Bürger zu Lüneburg 1638–1718                                                                           | | | | | |  |  | | | | | | |  |  |                                                                                |                                                                                |                                                                                |                                                                                |                                                                                |                                                                                |  |  |  |  |  |  |  |  |  |  |  |  |  |  |  |  |  |  |
| | | | | | |  |  | | | | | | |  |  |                                                                                |                                                                                |                                                                                |                                                                                |                                                                                |                                                                                |  |  |  |  |  |  |  |  |  |  |  |  |  |  |  |  |  |  |
| Christian Jauch der Jüngere 1699 verzeichnet im Zunftregister des Krameramts zu Hamburg 1701 Bürger und Händler zu Lüneburg 1710 Erwerb des Patrizierhauses Nr. 97 der Inneren Stadt in Lüneburg † 1720 | | | | | |  |  | | | | | | |  |  |                                                                                |                                                                                |                                                                                |                                                                                |                                                                                |                                                                                |  |  |  |  |  |  |  |  |  |  |  |  |  |  |  |  |  |  |
| | | | | | |  |  | | | | | | |  |  |                                                                                |                                                                                |                                                                                |                                                                                |                                                                                |                                                                                |  |  |  |  |  |  |  |  |  |  |  |  |  |  |  |  |  |  |
| | | | | | |  |  | | | | | | |  |  |                                                                                |                                                                                |                                                                                |                                                                                |                                                                                |                                                                                |  |  |  |  |  |  |  |  |  |  |  |  |  |  |  |  |  |  |
| Johann Christian Jauch 1702–1778 | Johann Christian Jauch 1702–1778 | Johann Christian Jauch 1702–1778 | Johann Christian Jauch 1702–1778 | Johann Christian Jauch 1702–1778 | Johann Christian Jauch 1702–1778 |  |  | Carl Daniel Jauch 1740 legt er das väterliche Haus nieder und erbaut das Stammhaus 1752 Begründer der Jauchschen Handlung in Hamburg 1714–1795 (kinderlos) | Carl Daniel Jauch 1740 legt er das väterliche Haus nieder und erbaut das Stammhaus 1752 Begründer der Jauchschen Handlung in Hamburg 1714–1795 (kinderlos) | Carl Daniel Jauch 1740 legt er das väterliche Haus nieder und erbaut das Stammhaus 1752 Begründer der Jauchschen Handlung in Hamburg 1714–1795 (kinderlos) | Carl Daniel Jauch 1740 legt er das väterliche Haus nieder und erbaut das Stammhaus 1752 Begründer der Jauchschen Handlung in Hamburg 1714–1795 (kinderlos) | Carl Daniel Jauch 1740 legt er das väterliche Haus nieder und erbaut das Stammhaus 1752 Begründer der Jauchschen Handlung in Hamburg 1714–1795 (kinderlos) | Carl Daniel Jauch 1740 legt er das väterliche Haus nieder und erbaut das Stammhaus 1752 Begründer der Jauchschen Handlung in Hamburg 1714–1795 (kinderlos) |  |  |                                                                                |                                                                                |                                                                                |                                                                                |                                                                                |                                                                                |  |  |  |  |  |  |  |  |  |  |  |  |  |  |  |  |  |  |
| Johann Christian Jauch 1702–1778 | Johann Christian Jauch 1702–1778 | Johann Christian Jauch 1702–1778 | Johann Christian Jauch 1702–1778 | Johann Christian Jauch 1702–1778 | Johann Christian Jauch 1702–1778 |  |  | Carl Daniel Jauch 1740 legt er das väterliche Haus nieder und erbaut das Stammhaus 1752 Begründer der Jauchschen Handlung in Hamburg 1714–1795 (kinderlos) | Carl Daniel Jauch 1740 legt er das väterliche Haus nieder und erbaut das Stammhaus 1752 Begründer der Jauchschen Handlung in Hamburg 1714–1795 (kinderlos) | Carl Daniel Jauch 1740 legt er das väterliche Haus nieder und erbaut das Stammhaus 1752 Begründer der Jauchschen Handlung in Hamburg 1714–1795 (kinderlos) | Carl Daniel Jauch 1740 legt er das väterliche Haus nieder und erbaut das Stammhaus 1752 Begründer der Jauchschen Handlung in Hamburg 1714–1795 (kinderlos) | Carl Daniel Jauch 1740 legt er das väterliche Haus nieder und erbaut das Stammhaus 1752 Begründer der Jauchschen Handlung in Hamburg 1714–1795 (kinderlos) | Carl Daniel Jauch 1740 legt er das väterliche Haus nieder und erbaut das Stammhaus 1752 Begründer der Jauchschen Handlung in Hamburg 1714–1795 (kinderlos) |  |  |                                                                                |                                                                                |                                                                                |                                                                                |                                                                                |                                                                                |  |  |  |  |  |  |  |  |  |  |  |  |  |  |  |  |  |  |
| Johann Georg Jauch 1727–1799 | | | | | |  |  | | | | | | |  |  |                                                                                |                                                                                |                                                                                |                                                                                |                                                                                |                                                                                |  |  |  |  |  |  |  |  |  |  |  |  |  |  |  |  |  |  |
| | | | | | |  |  | | | | | | |  |  |                                                                                |                                                                                |                                                                                |                                                                                |                                                                                |                                                                                |  |  |  |  |  |  |  |  |  |  |  |  |  |  |  |  |  |  |
| | | | | | |  |  | | | | | | |  |  |                                                                                |                                                                                |                                                                                |                                                                                |                                                                                |                                                                                |  |  |  |  |  |  |  |  |  |  |  |  |  |  |  |  |  |  |
| Johann Christian Jauch senior Großbürger zu Hamburg in Firma J. C. Jauch & Söhne Ältester Deichgeschworener trat in die Handlung seines Großonkels Carl Daniel ein 1765–1855                            | Johann Christian Jauch senior Großbürger zu Hamburg in Firma J. C. Jauch & Söhne Ältester Deichgeschworener trat in die Handlung seines Großonkels Carl Daniel ein 1765–1855 | Johann Christian Jauch senior Großbürger zu Hamburg in Firma J. C. Jauch & Söhne Ältester Deichgeschworener trat in die Handlung seines Großonkels Carl Daniel ein 1765–1855 | Johann Christian Jauch senior Großbürger zu Hamburg in Firma J. C. Jauch & Söhne Ältester Deichgeschworener trat in die Handlung seines Großonkels Carl Daniel ein 1765–1855 | Johann Christian Jauch senior Großbürger zu Hamburg in Firma J. C. Jauch & Söhne Ältester Deichgeschworener trat in die Handlung seines Großonkels Carl Daniel ein 1765–1855 | Johann Christian Jauch senior Großbürger zu Hamburg in Firma J. C. Jauch & Söhne Ältester Deichgeschworener trat in die Handlung seines Großonkels Carl Daniel ein 1765–1855 |  |  | Johann Georg Jauch Holzhändler zu Pretzetze an der Elbe betrieb für J. C. Jauch & Söhne die Flößerei auf der Elbe 1769–1840                                | Johann Georg Jauch Holzhändler zu Pretzetze an der Elbe betrieb für J. C. Jauch & Söhne die Flößerei auf der Elbe 1769–1840                                | Johann Georg Jauch Holzhändler zu Pretzetze an der Elbe betrieb für J. C. Jauch & Söhne die Flößerei auf der Elbe 1769–1840                                | Johann Georg Jauch Holzhändler zu Pretzetze an der Elbe betrieb für J. C. Jauch & Söhne die Flößerei auf der Elbe 1769–1840                                | Johann Georg Jauch Holzhändler zu Pretzetze an der Elbe betrieb für J. C. Jauch & Söhne die Flößerei auf der Elbe 1769–1840                                | Johann Georg Jauch Holzhändler zu Pretzetze an der Elbe betrieb für J. C. Jauch & Söhne die Flößerei auf der Elbe 1769–1840                                |  |  |                                                                                |                                                                                |                                                                                |                                                                                |                                                                                |                                                                                |  |  |  |  |  |  |  |  |  |  |  |  |  |  |  |  |  |  |
| Johann Christian Jauch senior Großbürger zu Hamburg in Firma J. C. Jauch & Söhne Ältester Deichgeschworener trat in die Handlung seines Großonkels Carl Daniel ein 1765–1855                            | Johann Christian Jauch senior Großbürger zu Hamburg in Firma J. C. Jauch & Söhne Ältester Deichgeschworener trat in die Handlung seines Großonkels Carl Daniel ein 1765–1855 | Johann Christian Jauch senior Großbürger zu Hamburg in Firma J. C. Jauch & Söhne Ältester Deichgeschworener trat in die Handlung seines Großonkels Carl Daniel ein 1765–1855 | Johann Christian Jauch senior Großbürger zu Hamburg in Firma J. C. Jauch & Söhne Ältester Deichgeschworener trat in die Handlung seines Großonkels Carl Daniel ein 1765–1855 | Johann Christian Jauch senior Großbürger zu Hamburg in Firma J. C. Jauch & Söhne Ältester Deichgeschworener trat in die Handlung seines Großonkels Carl Daniel ein 1765–1855 | Johann Christian Jauch senior Großbürger zu Hamburg in Firma J. C. Jauch & Söhne Ältester Deichgeschworener trat in die Handlung seines Großonkels Carl Daniel ein 1765–1855 |  |  | Johann Georg Jauch Holzhändler zu Pretzetze an der Elbe betrieb für J. C. Jauch & Söhne die Flößerei auf der Elbe 1769–1840                                | Johann Georg Jauch Holzhändler zu Pretzetze an der Elbe betrieb für J. C. Jauch & Söhne die Flößerei auf der Elbe 1769–1840                                | Johann Georg Jauch Holzhändler zu Pretzetze an der Elbe betrieb für J. C. Jauch & Söhne die Flößerei auf der Elbe 1769–1840                                | Johann Georg Jauch Holzhändler zu Pretzetze an der Elbe betrieb für J. C. Jauch & Söhne die Flößerei auf der Elbe 1769–1840                                | Johann Georg Jauch Holzhändler zu Pretzetze an der Elbe betrieb für J. C. Jauch & Söhne die Flößerei auf der Elbe 1769–1840                                | Johann Georg Jauch Holzhändler zu Pretzetze an der Elbe betrieb für J. C. Jauch & Söhne die Flößerei auf der Elbe 1769–1840                                |  |  |                                                                                |                                                                                |                                                                                |                                                                                |                                                                                |                                                                                |  |  |  |  |  |  |  |  |  |  |  |  |  |  |  |  |  |  |
| | | | | | |  |  | | | | | | |  |  |                                                                                |                                                                                |                                                                                |                                                                                |                                                                                |                                                                                |  |  |  |  |  |  |  |  |  |  |  |  |  |  |  |  |  |  |
| Johann Christian Jauch junior Großbürger zu Hamburg in Firma J. C. Jauch & Söhne Herr auf Wellingsbüttel 1802–1880                                                                                      | Johann Christian Jauch junior Großbürger zu Hamburg in Firma J. C. Jauch & Söhne Herr auf Wellingsbüttel 1802–1880                                                           | Johann Christian Jauch junior Großbürger zu Hamburg in Firma J. C. Jauch & Söhne Herr auf Wellingsbüttel 1802–1880                                                           | Johann Christian Jauch junior Großbürger zu Hamburg in Firma J. C. Jauch & Söhne Herr auf Wellingsbüttel 1802–1880                                                           | Johann Christian Jauch junior Großbürger zu Hamburg in Firma J. C. Jauch & Söhne Herr auf Wellingsbüttel 1802–1880                                                           | Johann Christian Jauch junior Großbürger zu Hamburg in Firma J. C. Jauch & Söhne Herr auf Wellingsbüttel 1802–1880                                                           |  |  | Moritz Jauch Großbürger zu Hamburg in Firma J. C. Jauch & Söhne Olt. d. Hanseat. Kavallerie 1804–1876                                                      | Moritz Jauch Großbürger zu Hamburg in Firma J. C. Jauch & Söhne Olt. d. Hanseat. Kavallerie 1804–1876                                                      | Moritz Jauch Großbürger zu Hamburg in Firma J. C. Jauch & Söhne Olt. d. Hanseat. Kavallerie 1804–1876                                                      | Moritz Jauch Großbürger zu Hamburg in Firma J. C. Jauch & Söhne Olt. d. Hanseat. Kavallerie 1804–1876                                                      | Moritz Jauch Großbürger zu Hamburg in Firma J. C. Jauch & Söhne Olt. d. Hanseat. Kavallerie 1804–1876                                                      | Moritz Jauch Großbürger zu Hamburg in Firma J. C. Jauch & Söhne Olt. d. Hanseat. Kavallerie 1804–1876                                                      |  |  | Carl Daniel Jauch Großbürger zu Hamburg in Firma J. C. Jauch & Söhne 1806–1866 | Carl Daniel Jauch Großbürger zu Hamburg in Firma J. C. Jauch & Söhne 1806–1866 | Carl Daniel Jauch Großbürger zu Hamburg in Firma J. C. Jauch & Söhne 1806–1866 | Carl Daniel Jauch Großbürger zu Hamburg in Firma J. C. Jauch & Söhne 1806–1866 | Carl Daniel Jauch Großbürger zu Hamburg in Firma J. C. Jauch & Söhne 1806–1866 | Carl Daniel Jauch Großbürger zu Hamburg in Firma J. C. Jauch & Söhne 1806–1866 |  |  |  |  |  |  |  |  |  |  |  |  |  |  |  |  |  |  |
| Johann Christian Jauch junior Großbürger zu Hamburg in Firma J. C. Jauch & Söhne Herr auf Wellingsbüttel 1802–1880                                                                                      | Johann Christian Jauch junior Großbürger zu Hamburg in Firma J. C. Jauch & Söhne Herr auf Wellingsbüttel 1802–1880                                                           | Johann Christian Jauch junior Großbürger zu Hamburg in Firma J. C. Jauch & Söhne Herr auf Wellingsbüttel 1802–1880                                                           | Johann Christian Jauch junior Großbürger zu Hamburg in Firma J. C. Jauch & Söhne Herr auf Wellingsbüttel 1802–1880                                                           | Johann Christian Jauch junior Großbürger zu Hamburg in Firma J. C. Jauch & Söhne Herr auf Wellingsbüttel 1802–1880                                                           | Johann Christian Jauch junior Großbürger zu Hamburg in Firma J. C. Jauch & Söhne Herr auf Wellingsbüttel 1802–1880                                                           |  |  | Moritz Jauch Großbürger zu Hamburg in Firma J. C. Jauch & Söhne Olt. d. Hanseat. Kavallerie 1804–1876                                                      | Moritz Jauch Großbürger zu Hamburg in Firma J. C. Jauch & Söhne Olt. d. Hanseat. Kavallerie 1804–1876                                                      | Moritz Jauch Großbürger zu Hamburg in Firma J. C. Jauch & Söhne Olt. d. Hanseat. Kavallerie 1804–1876                                                      | Moritz Jauch Großbürger zu Hamburg in Firma J. C. Jauch & Söhne Olt. d. Hanseat. Kavallerie 1804–1876                                                      | Moritz Jauch Großbürger zu Hamburg in Firma J. C. Jauch & Söhne Olt. d. Hanseat. Kavallerie 1804–1876                                                      | Moritz Jauch Großbürger zu Hamburg in Firma J. C. Jauch & Söhne Olt. d. Hanseat. Kavallerie 1804–1876                                                      |  |  | Carl Daniel Jauch Großbürger zu Hamburg in Firma J. C. Jauch & Söhne 1806–1866 | Carl Daniel Jauch Großbürger zu Hamburg in Firma J. C. Jauch & Söhne 1806–1866 | Carl Daniel Jauch Großbürger zu Hamburg in Firma J. C. Jauch & Söhne 1806–1866 | Carl Daniel Jauch Großbürger zu Hamburg in Firma J. C. Jauch & Söhne 1806–1866 | Carl Daniel Jauch Großbürger zu Hamburg in Firma J. C. Jauch & Söhne 1806–1866 | Carl Daniel Jauch Großbürger zu Hamburg in Firma J. C. Jauch & Söhne 1806–1866 |  |  |  |  |  |  |  |  |  |  |  |  |  |  |  |  |  |  |
| Carl Jauch Großbürger zu Hamburg in Firma J. C. Jauch & Söhne Herr auf Wellingsbüttel Olt. d. Hanseat. Kavallerie 1828–1888                                                                             | | | | | |  |  | | | | | | |  |  |                                                                                |                                                                                |                                                                                |                                                                                |                                                                                |                                                                                |  |  |  |  |  |  |  |  |  |  |  |  |  |  |  |  |  |  |

## Detailansichten von J. C. Jauch & Söhne

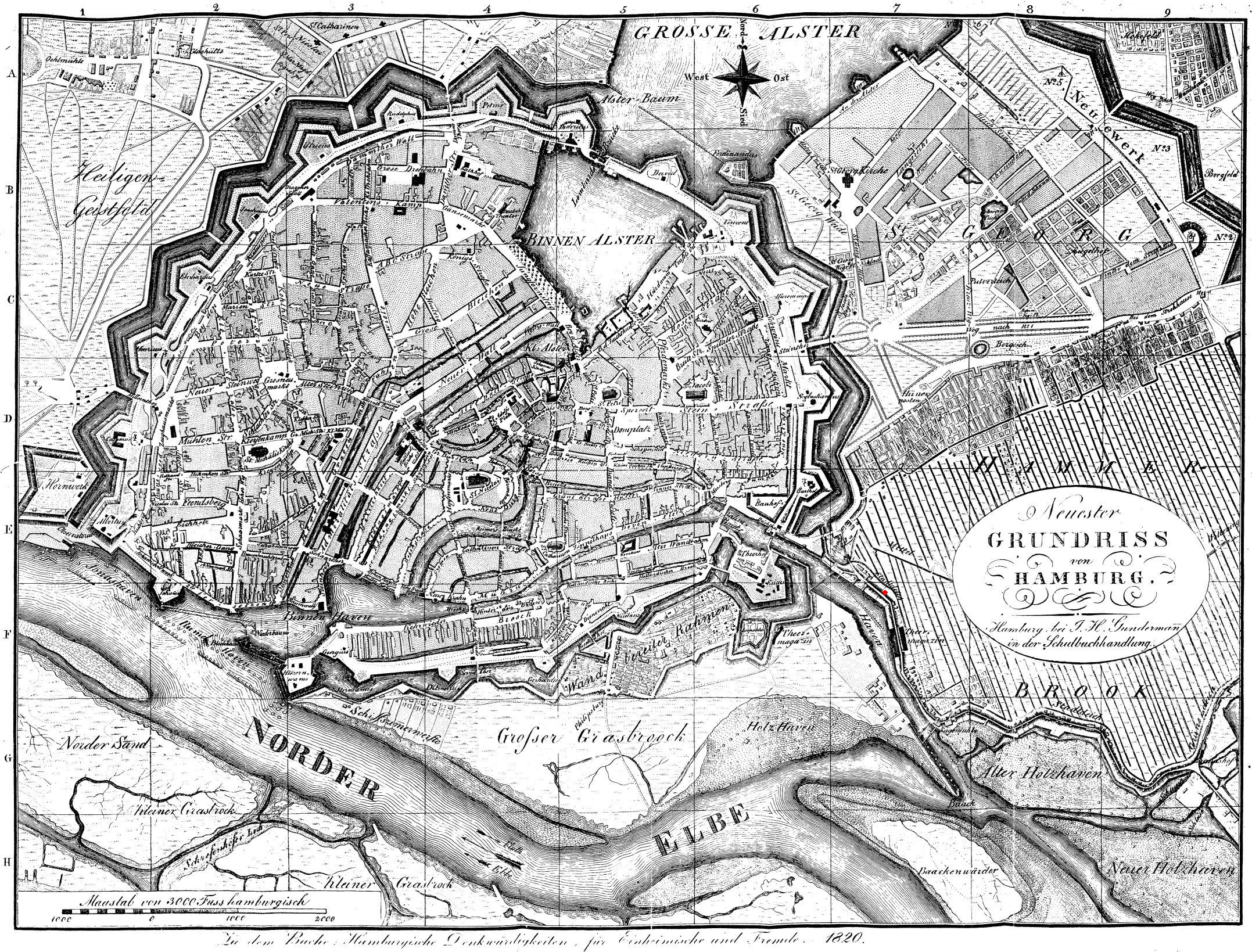
Grundriss von Hamburg 1820 (Stadtdeich 9, rechts vor dem Deichtor, mit „Rot“ gekennzeichnet)
Jauchsche Sägerei und Holzlager in der Elbe
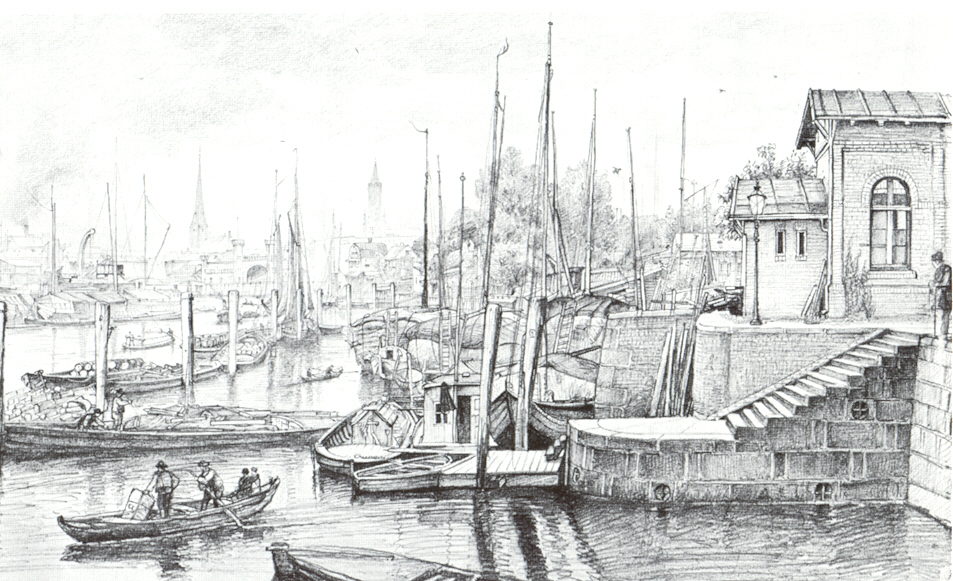
Blick über den Holzhafen am Stadtdeich auf die Innenstadt
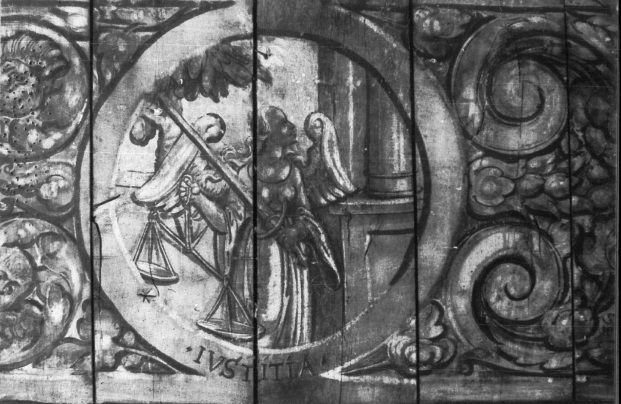
Spätbarocke Deckenmalerei im Lüneburger Stammhaus – Allegorie der Justitia